# Joseph Jaspar
Joseph Jaspar, né le 26 juillet 1823 à Liège où il meurt le 9 avril 1899, est un électricien et un industriel liégeois fondateur des Ateliers Jaspar.

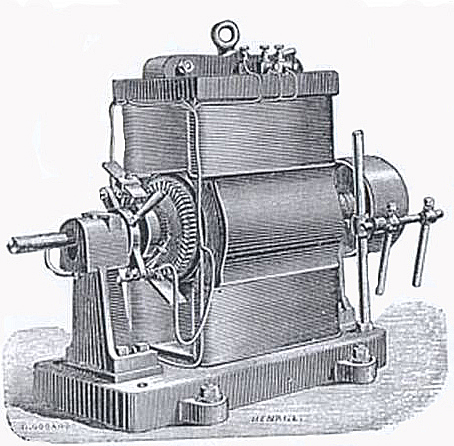
Machine à courant continu Jaspar

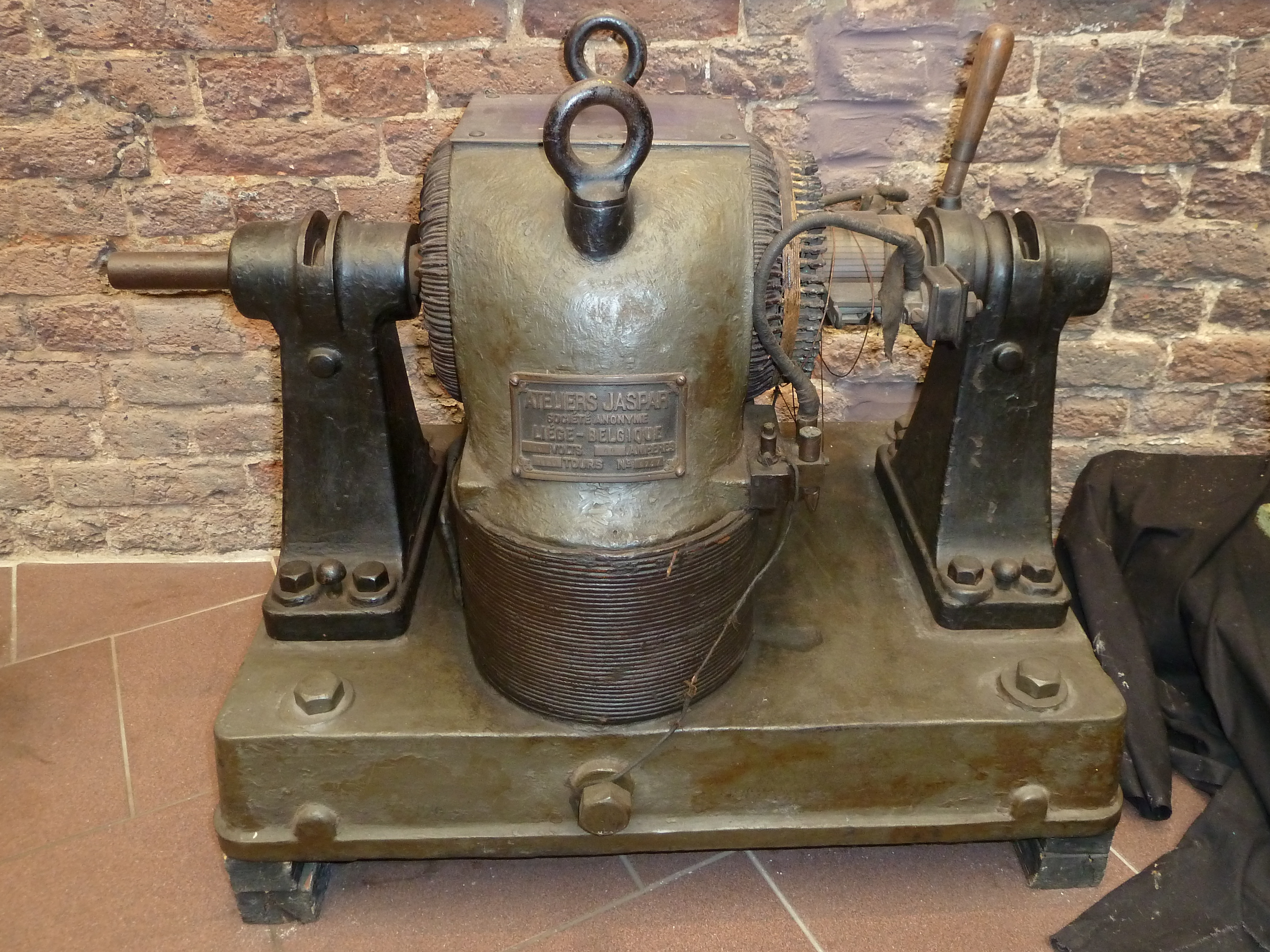
Machine à courant continu Jaspar. En exposition à la Maison de la Métallurgie et de l'Industrie de Liège.

## Biographie

### Carrière
Il apprend d'abord le métier de bijoutier à Paris puis, fabrique des hausses de fusil pour l'armée belge. En 1842 il fonde les Ateliers Jaspar.
En 1849, il améliore la lampe à arc en lui incorporant un système mécanique qui rapproche les pointes en charbon au fur et à mesure de leur usure pour, ainsi, conserver une lumière intense. La lampe à arc « modèle Jaspar » éclairera l'opéra Garnier dès son inauguration en 1875.
En 1878, il rencontre Zénobe Gramme à l'exposition universelle de Paris et obtient un des premiers contrat de licence pour la fabrication de la dynamo Gramme.
Conjointement, il construit des machines-outils, des moteurs à gaz et, plus tard, des ascenseurs électriques qui feront sa renommée.
Autour de sa maison de la rue Jonfosse à Liège, ses ateliers envahissent peu à peu le quartier jusqu'à atteindre le boulevard de la Sauvenière. En 1883, il met au point un système d'élévateur mû par l'électricité, appelé le « truc », afin de résoudre des problèmes de transport et manutention sur les surfaces en pente du quartier Jonfosse.
Il s'intéresse aussi à la nouvelle invention qu'est l'escalier mécanique. Mort trop tôt pour en construire lui-même, ses fils ajouteront cette spécialisation à leur production.

### Honneurs
Médaillé d'or à l'Exposition de l'Électricité de Paris en 1881.
Il est fait Chevalier de l'ordre de Léopold.

### Vie privée
Il a eu huit enfants dont l'architecte Paul Jaspar. Il est inhumé au cimetière de Robermont.

## Continuité de l'entreprise
En 1905, les Ateliers Jaspar installent l'éclairage complet de l'exposition universelle de Liège.
À la mort de Joseph Jaspar, son fils Paul prend, un moment, sa succession à la tête de l'entreprise. Ensuite, en 1907, son frère Albert en fait la société anonyme Jaspar s.a.. La société est cédée à Westinghouse en 1961 qui, elle-même, cède sa filiale belgo-française à Kone en 1975.

## Mémoire
À Liège, il existe une rue Joseph Jaspar.